# Покушение в Пти-Кламар
«Покушение в Пти-Кламар» (фр. Attentat du Petit-Clamart), также известное как «Операция Шарлотта Корде» (фр. Opération Charlotte Corday) — акция группы (OAS-Métropole / OAS-CNR) под руководством подполковника ВВС Франции Жана-Мари Бастьена-Тири имевшая целью убийство президента Франции генерала де Голля 22 августа 1962 года в городе Кламар (департамент О-де-Сен).

## Предыстория
Название операции было выбрано в честь дворянки Шарлотты Корде, заколовшей одного из лидеров якобинцев — Марата. Деятели оасовского подполья видели параллель между убийством Марата и покушением на де Голля. Кроме того название указывало на политические мотивы покушения. 16 апреля 2005 Лайош Мартон, один из участников покушения, заявил в эфире телепередачи «Tout le monde en parle» (пер. Все говорят об этом) «В марте 1962 Ален де Ля Токне, по прозвищу Макс, лейтенант и наш командир выложил на большой стол несколько игрушечных машинок и объявил нам об операции „Шарлотта Корде“, о ней известно в истории Франции… Шарлотта Корде не стала бы заниматься охотой на мух».
16 сентября 1959 президент де Голль впервые заявил о праве народов на самоопределение в связи с так называемым «алжирским вопросом» (Война за независимость Алжира). Голлисты в Алжире и метрополии восприняли эти слова с испугом. Протестующие расценили перемену политического курса главы государства (которому они помогли прийти к власти) как государственную измену.

## Команда «Дельта»

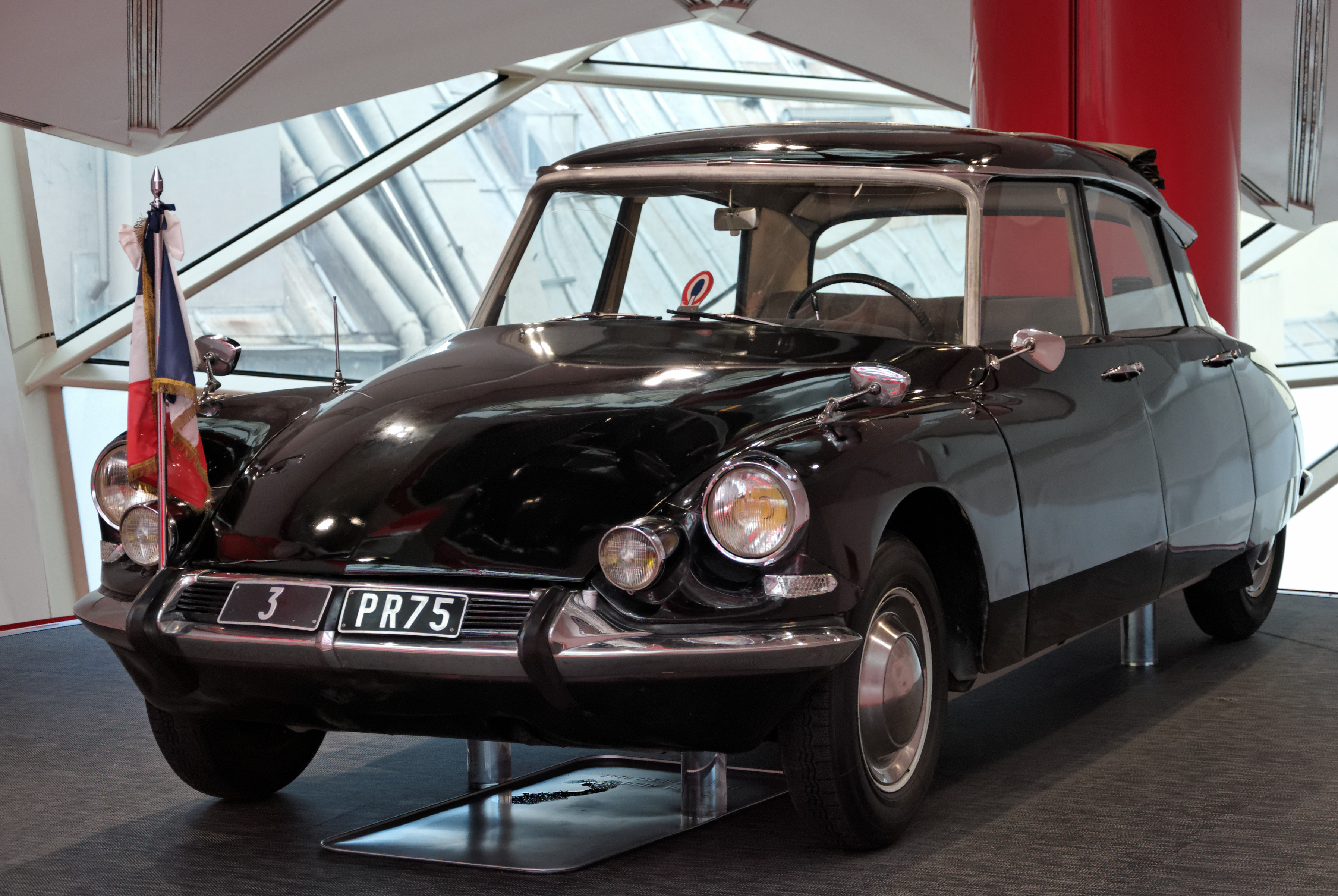
Президентский «Ситроен DS 19» 1963 года, на выставке в 2012 году в Париже

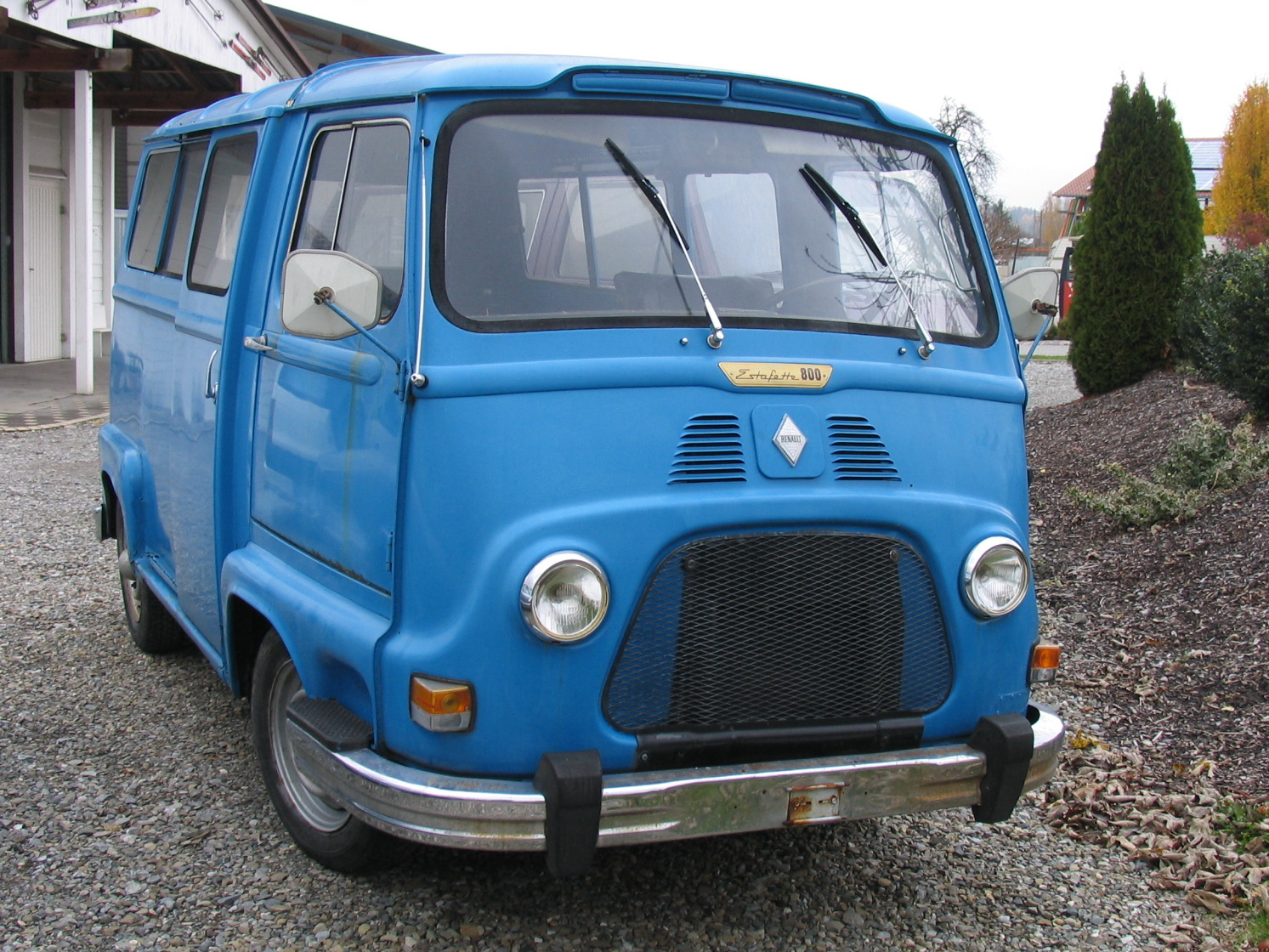
Renault Estafette

Заместителем Бастьена-Тири был Алэн де Бугрене де Ля Токне, который считал, что де Голль является тайным коммунистом. В команду также входили венгры Ласло Варга, Лайош Мартон и Дьюла Шари — все ярые антикоммунисты. Оставшаяся часть команды состояла из уроженцев метрополии и «черноногих» (франкоалжирцев — французов, рождённых в Алжире). Последние жаждали мести за зверства совершённые против их общины, особенно за печально известный расстрел на улице Изли, приведший к гибели 80 и к ранению 200 гражданских и за потерю французского Алжира.
22 августа 1962 примерно в 19.45 два автомобиля Ситроен DS 19 выехали из Елисейского дворца, чтобы доставить генерала де Голля и его супругу на военно-воздушную базу Виллакоблэ где они должны были пересесть на вертолёт (группы GLAM) и улететь в Сен-Дизье а уже оттуда проехать на машинах в Коломбе-ле-Дёз-Эглиз. Автомобили сопровождал эскорт из двух мотоциклистов. Во втором автомобиле с номером 5249 HU 75 находился сам генерал де Голль, возвращавшийся с совета министров, его супруга Ивонна, полковник Ален де Буассьё (зять и адъютант президента). Последний сидел на переднем сиденье, рядом с водителем, жандармом Франсисом Марру. В первом «Ситроене» находились бригадир полиции Рене Касселён (он вёл машину), полицейский комиссар Анри Пуиссан, один из личных телохранителей де Голля Анри Джудер и военный медик Жан-Дени Дего.
Кортеж выехал из Парижа через Шатийонские ворота и выехал на национальную трассу № 306 (сейчас D 906) и повернул в направлении Велизи-Виллакоблэ где ожидал президентский вертолёт. Команда Бастьена-Тири ожидала прибытия кортежа (в 20.08) укрывшись в засаде на пересечении улицы Шарля Дебри RN 306 и улицы де Буа, примерно в трёхстах метрах до кольцевой развязки Пти-Кламар.
Команда была организована на военный лад и состояла из двенадцати человек, вооружённых автоматическим оружием, также в их распоряжении была взрывчатка. В их распоряжении находились четыре автомобиля. Один из автомобилей был украден непосредственно перед операцией и принадлежал родителям Мари Галуа. Сам Бастьен-Тири находился перед перекрёстком, спрятавшись в машине марки Simca 1000, оттуда он должен был подать сигнал, размахивая журналом. Пять человек (Буисине, Варга, Сари, Бернье и Мартон) вооружённые автоматическими винтовками ожидали в жёлтом микроавтобусе Рено Эстафет (Renault Estafette). Ля Токнэ, Жорж Ваёт и Превос вооружённые пистолетами-пулемётами находились в машине марки Ситроен 19. В резерве находился пикап «Пежо 403» в котором ожидали Конде, Магад и Бертён, также вооружённые автоматическим оружием. Команда располагала внушительной огневой мощью.

## Покушение
Команда открыла огонь по президентскому «ситроену», передние колёса автомобиля лопнули. Жорж Ватён поливал огнём из МАТ-49 заднюю часть автомобиля, где сидели супруги де Голль. Заднее стекло со стороны генерала де Голля разлетелось на осколки. Де Голль вспоминал, что Буассьё закричал ему: «Ложись, отец!». Полковник приказал водителю Марру (он же вёл президентский ситроен DS 19 8 сентября 1961 года в ходе покушения в Пон-сюр-Сен) прибавить скорость. Марру подчинился, несмотря на состояние машины и мокрую поверхность дороги. Кортеж продолжил путь на авиабазу Велизи-Виллакоблэ. Из 187 пуль, выпущенных заговорщиками, 14 угодили в «ситроен», одна застряла в спинке пассажирского кресла, в котором сидел Буассьё, и несколько просвистели мимо голов супругов де Голль. Пули попали также в магазины, окружавшие место покушения. Поняв, что покушение провалилось, Жерар Буизин, сидя за рулём микроавтобуса «Рено», попытался протаранить президентский «ситроен», в то время как находившийся на соседнем сидении Алэн де Ла Токнэ попытался расстрелять «ситроен», ведя огонь из-за дверцы.
Глава государства и его супруга пережили покушение, и вскоре вся группа была арестована и предстала перед военным судом.
Во время покушения автомобиль «Панар», проезжавший по другой стороне дороги (в нём находилась семья: супруги и трое детей), попал под выстрелы группы. Водитель автомобиля Фийон был легко ранен в палец.
Согласно некоторым авторам, Жану-Паксу Мефре и члену команды Лайошу Мартону, заговорщики получали информацию из самых недр Елисейского дворца, главным образом от комиссара Жака Кантелоба, который занимал пост генерального контролёра полиции и руководителя безопасности президента. Он подал в отставку незадолго до покушения. Кантелоб испытывал антипатию к человеку, которого должен был защищать в результате проводимой им с 1959 политики в отношении Алжира. Это позволило Бастьену-Тири получать информацию о президентской машине, составе кортежа, различных маршрутах, которые могли быть изменены в последний момент из соображений безопасности. Согласно Жану Лакутюру:

 «…Благодаря этой информации говорил глава заговорщиков, кроту, пробравшемуся в Елисейский дворец: но бесчисленные рассуждения по этому вопросу не привели к какому-либо серьёзному расследованию. Казалось, что Бастьен-Тири предприняв свой план, блефовал, рассчитывая запугать или расколоть окружение генерала. На самом деле он получал информацию по телефону с нескольких постов вокруг Елисейского дворца, в частности от некого „Пьера“ который вскоре предупредил его о поездке главы государства.»
Оригинальный текст (фр.)
[...] grâce aux informations, dira le chef des conjurés, d'une « taupe » dont il disposait au sein de l'Élysée : mais les innombrables supputations faites à ce sujet n'ont débouché sur aucune information sérieuse. Il semble que Bastien-Thiry, sur ce plan, ait bluffé, pour affoler ou diviser l'entourage du général. En fait, il se fondait sur les appels téléphoniques de guetteurs placés autour de l'Élysée — notamment d'un certain « Pierre » — sitôt qu'était prévu un déplacement du chef de l'État
— 

## Последующие события
Вечером 22 августа была развёрнута небывалая охота на участников покушения. Через пятнадцать дней были арестованы пятнадцать подозреваемых, но оставшиеся на свободе приступили к разработке планов новой операции против де Голля.
Процесс над участниками покушения проходил в Венсенской крепости. В ходе первого заседания перед военным судом 28 января 1963 года предстали девять обвиняемых: Жан-Мари Бастьен-Тири, Ален де Ла Токнэ, Паскаль Бертён, Жерар Буисинье, Альфонс Константин, Этьен Дюкасс, Пьер-Анри Магад, Жак Превос и Ласло Варга. Шесть остальных обвиняемых были осуждены заочно: Серж Бернье, Луи де Конде, Дьюла Сари, Лайош Мартон, Жан-Мари Нодён и Жорж Ватён. Последний бежал в Швейцарию, где был в январе 1964 года арестован и в тайне помещён в тюрьму, чтобы избежать французской полиции. Там он встретил Марселя Буала (одного из основателей фронта освобождения Юры). Ему были предоставлены фальшивые документы, и он уехал в Южную Америку.
4 марта военный суд признал Бастьена-Тири виновным в планировании и организации операции «Шарлотта Корде».
Рядовые участники покушения были приговорены к различным срокам заключения, в 1968 году они получили президентское помилование. Жан-Мари Бастьен-Тири, Алэн де ля Токнэ и Жак Превос были приговорены к смерти. Двоим последним наказание было смягчено, казнён был один Бастьен-Тири. Он был осужден за заговор против безопасности государства, попытку покушения на президента республики, его действия представляли угрозу для жизни женщины, у которой были дети, кроме того сам он в отличие от других участников покушения не подвергался непосредственной опасности, что послужило отягчающим обстоятельством в глазах де Голля. На рассвете 11 марта 1963 года 35-летний Бастьен-Тири был расстрелян в форте Иври. У него остались жена и трое детей. Его казнь стала последней казнью через расстрел, проведённой во Франции. Пятеро отсутствующих обвиняемых были приговорены к смертной казни или к заключению и также позднее были помилованы президентом.

## Участники команды «Шарлотта Корде»
- Жан-Мари Бастьен-Тири (35 лет). Прозвище «Дидье». Подполковник ВВС, главный инженер по вооружениям. Выпускник Политехнического института[15]
- Алэн де Бугрене де Ля Токне (36 лет) Прозвище «Макс». Лейтенант артиллерии. Дезертир.
- Жак Прево (31 год) отставной сержант. Участвовал парашютистом в сражении при Дьенбьенфу.
- Жорж Ватён (29 лет) родился в Алжире. Прозвище «Хромой». Находился в полицейском розыске.
- Пьер Магад (22 года) дезертировал из рядов ВВС
- Луи Онорэ дё Конде (24 года) второй лейтенант запаса.
- Паскаль Бертён (20 лет) студент.
- Ласло Варга (20 лет) участвовал в мятеже в Будапеште, с 1956 стал политическим эмигрантом.
- Лайош Мартон (31 год). Бывший пилот-стажёр венгерской авиации. Участвовал в венгерском мятеже, с 1956 стал политическим эмигрантом.
- Серж Бернье Serge Bernier, (29 лет) второй лейтенант французского батальона добровольцев в Корейской войне
- Дюла Шари (31 год) отставной сержант 2-го иностранного парашютного полка Легиона. Получил ранение под Дьенбьенфу. Участвовал в венгерском мятеже, с 1956 стал политическим эмигрантом.
- Жерар Бузине (36 лет) бывший легионер.
- Альфонс Константин (34 года) бывший легионер, дезертировал накануне покушения.
- Арман Бельвизи (37 лет) арестован в июне 1962, при драматических обстоятельствах, по мотивам которых были сняты отдельные сцены фильма «Заговор». (Роль Бельвизи исполнил Мишель Дюшоссуа).
- Жан-Пьер Нодён (20 лет) студент подготовительного класса военной школы Сен-Сир.

## Фильмы
- Режиссёр Фред Циннеман в 1973 снял фильм «День Шакала» по одноимённому произведению Фредерика Форсайта. Первые минуты фильма воссоздают картину покушения которая завершается с расстрелом Бастьена-Тири.
- Жан-Тедди Филипп снял документальный фильм Ils voulaient tuer de Gaulle (2005).